# Тетраброметан
1,1,2,2-Тетраброметан, або просто тетраброметан (ТБЕ), — це галогенований вуглеводень з хімічною формулою {\displaystyle {\ce {C2H2Br4}}}. Хоча три атоми брому можуть зв'язуватися з одним з атомів вуглецю, створюючи 1,1,1,2-тетраброметан, він не є термодинамічно вигідним, тому, як правило, тетраброметан відповідає 1,1,2,2-тетрабромоетану, де кожен атом вуглецю зв'язує два атоми брому.

## Використання
Тетраброметан має надзвичайно високу щільність як для органічної сполуки, близько 3 г/мл, що значною мірою зумовлено чотирма атомами брому. ТБЕ є рідиною за кімнатної температури та використовується для відділення руд від породи, що містить їх (спосіб збагачення корисних копалин у важких середовищах). Кварц, польовий шпат, кальцит, доломіт та інші мінерали з низькою щільністю будуть плавати в ТБЕ, тоді як такі мінерали, як сфалерит, галеніт та пірит, будуть тонути. Споріднена сполука, бромоформ, також іноді використовується в цих застосуваннях, проте ТБЕ є більш практичним через ширший діапазон рідкої фази та нижчий тиск пари.

## Безпека
Гранично допустима концентрація становить 1 ppm. Також відомі випадки гострого отруєння ТБЕ.